# Frumentarium
Frumentarium es un género de foraminífero bentónico considerado como nomen rejectum según el ICZN Op. 692, aunque también considerado un sinónimo posterior de Quinqueloculina de la subfamilia Hauerininae, de la familia Hauerinidae, de la superfamilia Milioloidea, del suborden Miliolina y del orden Miliolida. Su rango cronoestratigráfico abarcaba el Holoceno.

## Discusión
Clasificaciones más recientes incluirían Frumentarium en la subfamilia Quinqueloculininae de la familia Quinqueloculinidae. Frumentarium fue propuesto como un subgénero de Quinqueloculina, es decir, Quinqueloculina (Frumentarium).

## Clasificación
En Frumentarium no se ha considerado ninguna especie.